# Achimenes fimbriata
Achimenes fimbriata är en tvåhjärtbladig växtart som beskrevs av Joseph Nelson Rose och Conrad Vernon Morton. Achimenes fimbriata ingår i släktet Achimenes och familjen Gesneriaceae. Inga underarter finns listade i Catalogue of Life.